# Plac Stanisława Reszki w Buku

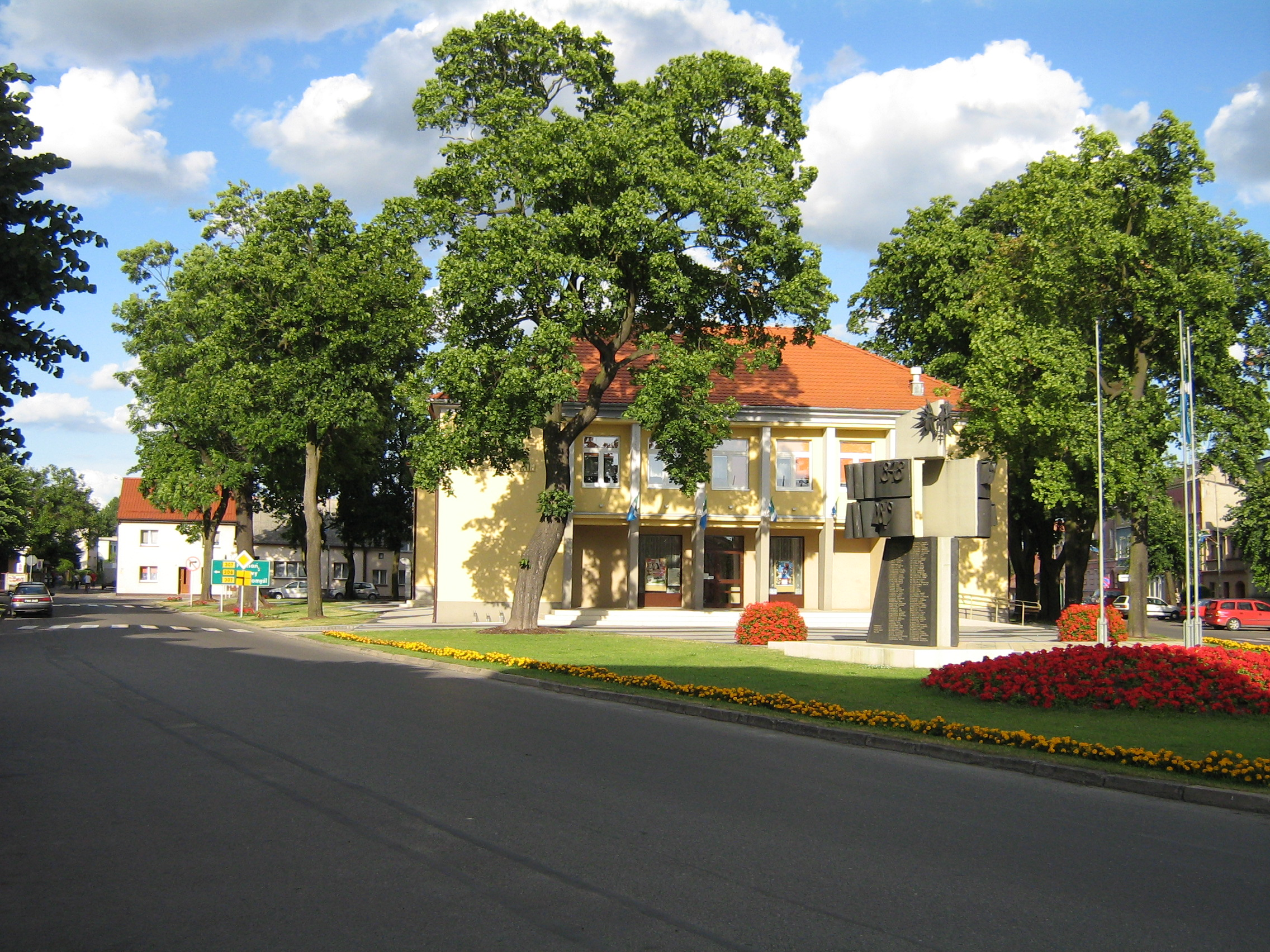
Plac Reszki

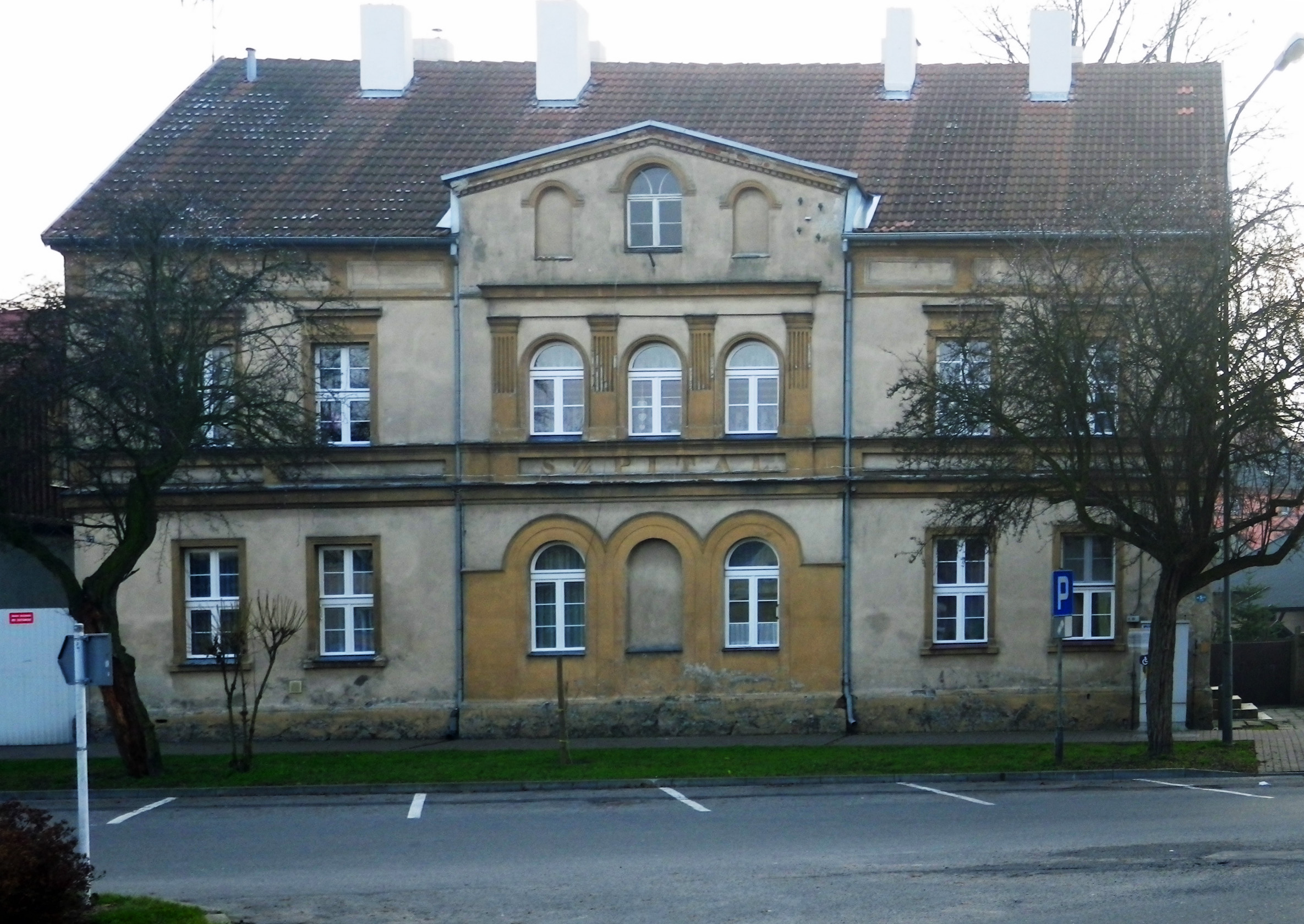
Budynek dawnego szpitala dla ubogich

Plac Stanisława Reszki w Buku - plac w centrum podpoznańskiego Buku. 
Założony został prawdopodobnie w I połowie XVI w. na terenie ówczesnego wschodniego przedmieścia w ramach zainicjowanego przez biskupa Jana Lubrańskiego poszerzenia granic grodu i rozbudowy murów miejskich. Charakterystyczny jest jego nietypowy trójkątny kształt, poprzez ul. Poznańską łączy się z rynkiem miasta (Placem Przemysława).
Swoją nazwę zawdzięcza osobie Stanisława Reszki, który był fundatorem znajdującego się tutaj w budynku nr 27 szpitala dla ubogich. Na środku placu na miejscu dawnego kościoła ewangelickiego znajduje się Kino Wielkopolanin, a obok niego stoi pomnik poświęcony poległym w wojnach i powstaniach bukowianom.
Plac jako całość podlega ochronie konserwatorskiej w ramach historycznego założenia urbanistycznego. Oprócz budynku szpitala św. Ducha w rejestrze zabytków znajduje się także dawny sąd i więzienie pod numerem 5.